# Flying Dutchman
 Ikke at forveksle med Den flyvende hollænder (flertydig).
En Flying Dutchman er en højtydende tomands-sejljolle som første gang så dagens lys i 1951. Den er 6,06 meter lang og 1,78 meter bred og vejer 165 kg. Båden kan sejle med storsejl, genua og spiler og har en trapez til besætningen.
De første joller blev bygget af krydsfiner men senere joller er af  glasfiber.
Fra 1960 til 1992 var det en olympisk klassebåd. Danmark har tre gange vundet olympiske medaljer i denne klasse, heraf en gang guld i 1988.

## OL-guldvindere
- OL i Rom (1960) Lunde – Bergval Norge
- OL i Tokyo (1964) Pedersen – Wells New Zealand
- OL i Mexico (1968) Pattison – MacDolad Smith England
- OL i München (1972) Pattison – Davies England
- OL i Montreal (1976) Diesch – Diesch Tyskland
- OL i Moskva 1980 Abascal – Noguer Spanien
- OL i Los Angeles 1984 McKee – Buchan USA
- OL i Seoul 1988 Bojsen Møller – Grønborg Danmark
- OL i Barcelona 1992 Doreste – Manrique Spanien